# Аликин, Николай Васильевич
Николай Васильевич Аликин (7 февраля 1910 года, Лысьва — 18 мая 1966 года, там же) — советский работник промышленности, старший вальцовщик жестепрокатного цеха Лысьвенского металлургического завода, Герой Социалистического Труда (1958 год, первый из металлургов Урала).

## Биография
Родился 7 февраля 1910 года в посёлке Лысьва Пермской губернии, ныне Пермского края, в семье рабочих. Русский. Его отец проработал на местном металлургическом заводе почти 50 лет.
В 17 лет поступил на работу в жестепрокатный цех Лысьвенского металлургического завода. В 1935—1936 годах трудился старшим дублировщиком жести, в дальнейшем — вальцовщиком листового стана. В годы Великой Отечественной войны его бригаду переводили в другой цех, чтобы справиться с фронтовым заказом. С 1958 года работал старшим вальцовщиком горячего проката жести. Был одним из лучших бригадиров листопрокатного производства.
Кроме производственной, занимался общественной деятельностью, избирался депутатом Верховного Совета РСФСР 5-го созыва (1959—1963), подготовил десятки учеников.
Проработал прокатчиком до выхода на пенсию в 1965 году. Жил в городе Лысьва.
Умер 18 мая 1966 года.

## Награды
- Указом Президиума Верховного Совета СССР от 19 июля 1958 года за выдающиеся успехи, достигнутые в деле развития чёрной металлургии, Аликину Николаю Васильевичу присвоено звание Героя Социалистического Труда с вручением ордена Ленина и золотой медали «Серп и Молот»[4].
- Также был награждён ещё одним орденом Ленина (24.01.1950), орденом Трудового Красного Знамени (05.05.1949) и медалями.
- Почётный металлург СССР, Заслуженный металлург РСФСР[2].